# Elektronisk nyckel

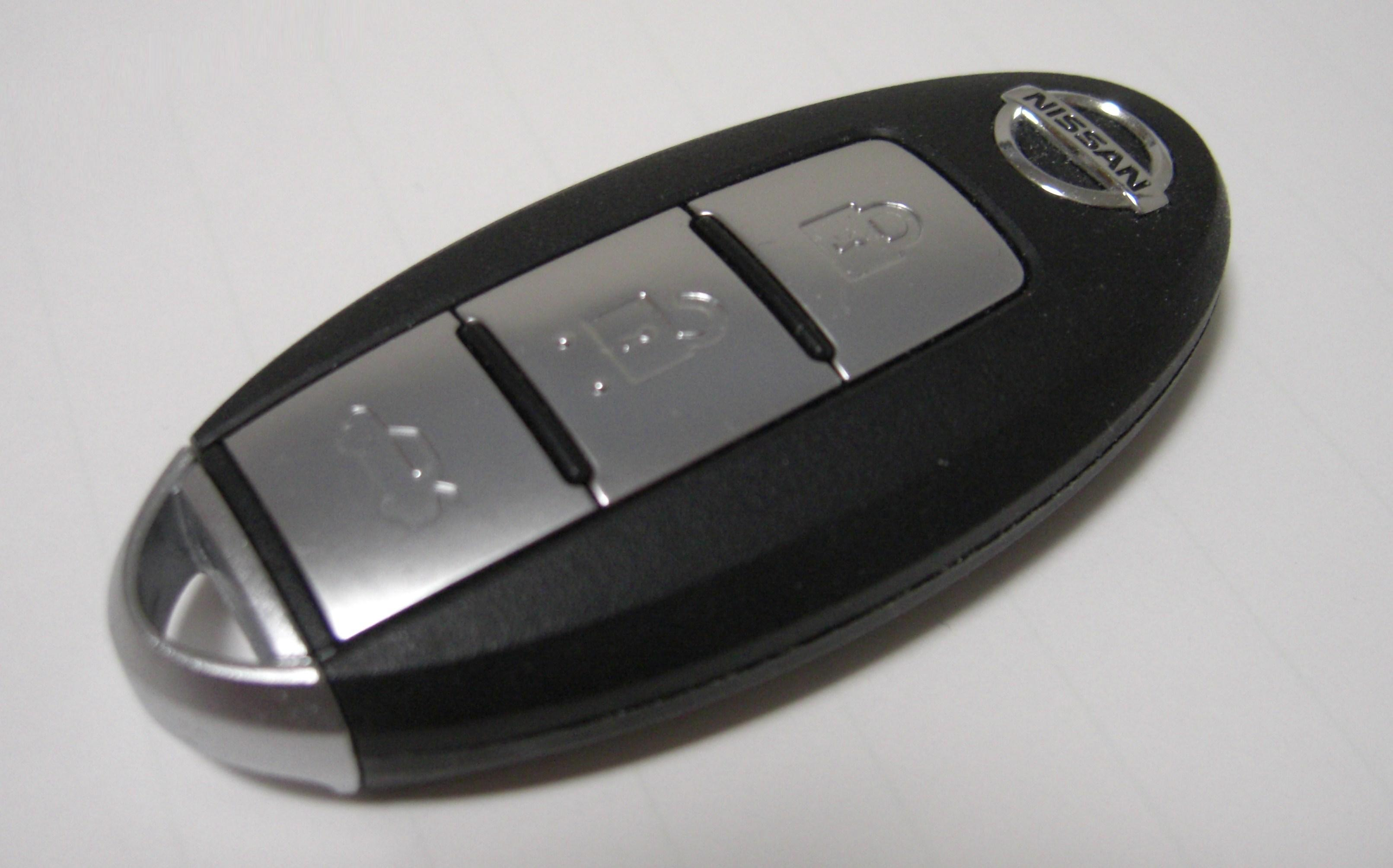
En elektronisk bilnyckel till en Nissan.

En elektronisk nyckel, nyckelbricka, inpasseringskort, kortnyckel, låskort, passerbricka eller passerkort är ett plastkort med magnetremsa eller ett chip, eller en plastdosa, som kan läsas av i en kortläsare eller sända en elektromagnetisk signal, för att öppna lås eller använda maskiner, och på så sätt användas som en mekanisk nyckel.
Elektroniska nycklar används oftast i passersystem på kontor eller hotell för att reglera, och i vissa fall registrera, inpassering. De förekommer också till bilar för att försvåra att bilen stjäls med hjälp av tjuvkoppling eller liknande metoder.